# Distrito de Anchihuay
El distrito peruano de Anchihuay es una de los diez distritos pertenecientes a la provincia de La Mar, en el departamento de Ayacucho, bajo la administración del Gobierno regional de Ayacucho.  Limita por el orte con el Distrito de Samugari;, por el noreste con la Provincia de La Convención; por el sureste, sur y suroeste con el Distrito de Anco, y por el oeste con el Distrito de San Miguel.
Desde el punto de vista jerárquico de la Iglesia católica, forma parte de la Arquidiócesis de Ayacucho.

## Historia
El distrito fue creado mediante N.º 30086 el 12 de septiembre de 2013, en el gobierno de Ollanta Humala.

## Geografía
El Distrito de Anchihuay se encuentra localizado entre los paralelos 73° 35’ 12” Longitud Oeste y 12º 35’ 12” Latitud sur cuya altitud varía entre los 750 a 4700 m s. n. m. El Centro Poblado capital de Anchihuay se encuentra ubicado en el Valle Rio Apurímac.
Anchihuay está dividido en 21 Centros Poblados que conforman en toda su extensión la Comunidad Campesina de Anchihuay, con titularidad territorial.

## Autoridades
(Alcalde) Claudio Perez Bañico 2023-2026

### Municipales
- 2015-2018[3]
  - Alcalde:Juan Remigio Borda Avalos, Movimiento Alianza Renace Ayacucho (ARA).
  - Regidores: Mardonio Yaranga Gutiérrez (ARA), David Ipurre Valenzuela (ARA), Félix Lapa Yaranga (ARA), Olga Borda Curo (ARA), Dionicio Castillo Gutiérrez (Fuerza 2011).